# Curtitoma ovalis
Curtitoma ovalis is een slakkensoort uit de familie van de Mangeliidae. De wetenschappelijke naam van de soort is voor het eerst geldig gepubliceerd in 1877 door Friele.